# Henschel Hs 126
Henschel Hs 126 byl německý jednomotorový dvoumístný pozorovací, průzkumný a lehký bombardovací vzpěrový hornoplošník z období druhé světové války.

## Vznik
Na začátku roku 1936 navrhl Technický úřad společnosti Henschel úpravu draku Hs 122 pro nový hvězdicový motor Bramo 323 Fafnir. Trup čtvrtého předsériového Hs 122 B-0 byl v přední části prodloužen, změnou prošel i tvar SOP a VOP. Křídlo obdrželo nový tvar odtokové hrany, kokpit byl později částečně zakryt plexisklovým krytem. Na podzim 1936 byl první prototyp Hs 126 V1 zalétán, pohon však zajišťoval dvanáctiválcový vidlicový motor Junkers Jumo 210 C se stavitelnou třílistou vrtulí.

## Vývoj
Na jaře 1937 zahájil letové testy druhý prototyp Hs 126 V2 (imatrikulace D-UJER) se změněným tvarem kýlovky, vodorovné ocasní plochy byly opatřeny dvěma páry vzpěr. První tři týdny létal s řadovým motorem Jumo 210 C, poté byl instalován hvězdicový vzduchem chlazený devítiválec Bramo 323 A-1 o maximálním výkonu 610 kW ve 4 000 m.
Následující třetí prototyp Hs 126 V3 (D-OECY) s motorem Bramo 323 měl opět nový tvar kýlovky a přestavěné hlavní nohy pevného podvozku. Zkoušky prototypů probíhaly po celé léto 1937.
Současně s testy prototypů probíhaly ve společnosti Henschel přípravy k zahájení výroby předsériových Hs 126 A-0. Deset těchto strojů bylo dokončeno před koncem roku 1937.
Sériová výroba verze Hs 126 A-1 se rozběhla počátkem roku 1938 v Henschelových závodech v Schönefeldu a Johannistalu. Tyto letouny měly zabudovaný motor BMW 132 Dc o vzletovém výkonu 647 kW. Pozorovatel měl k dispozici automatickou topografickou kameru Zeiss a pomocnou ruční kameru Rb 12,5/9×7. Zadní polosféru mohl bránit pohyblivým kulometem MG 15 ráže 7,92 mm. Za kabinou pozorovatele byla malá pumovnice, která mohla pojmout deset svisle zavěšených desetikilových pum. Na levou stranu trupu pod pilotní kabinou bylo možno namontovat závěsník na jednu pumu SC 50 o hmotnosti 50 kg. Pevnou hlavňovou výzbroj tvořil kulomet MG 17 ráže 7,92 mm umístěný na horní pravé straně trupu.
V létě 1939 započala produkce verze Hs 126 B-1 s modernějším rádiovybavením. Do draku byly instalovány pohonné jednotky Bramo 323 A-1, A-2, Q-1 nebo Q-2. Varianty A-1 a Q-1 měly vzletový výkon 625 kW při otáčkách 2 450 ot/min, A-2 a Q-2 pak 662 kW při 2 500 ot/min.
Mezi 1. zářím a 31. prosincem 1939 dodal Henschel 137 strojů Hs 126, v roce 1940 368 a na počátku roku 1941 posledních pět.

## Nasazení

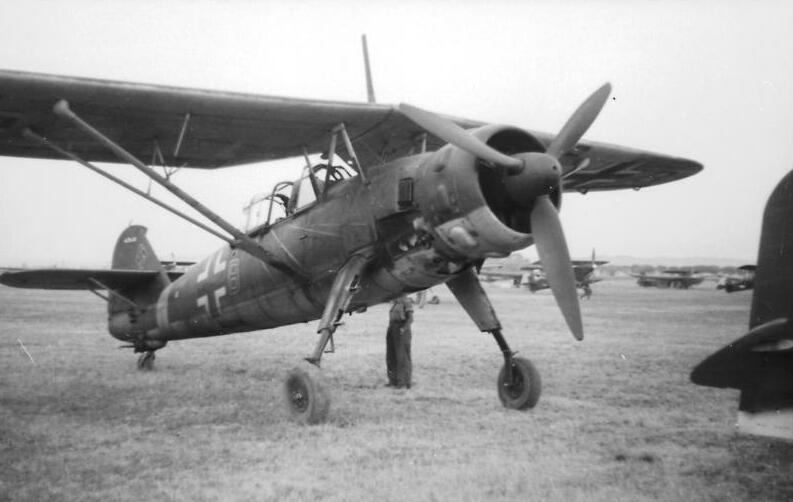
Henschel Hs 126

Ke dni 19. září 1938 bylo ve stavu Luftwaffe 42 kusů Hs 126 A-0 a A-1. Koncem podzimu bylo šest exemplářů A-1 odesláno do Španělska k jednotce A/88 (Aufklärungsgruppe 88) Legie Condor, kde nahradily stroje Heinkel He 45. Jeden Hs 126 (19-1) 6. února 1939 havaroval šest kilometrů jižně od Gerony pro poruchu motoru, zbylých pět bylo předáno španělskému letectvu, které je zařadilo k jednotce 41 Patrulla Ejercito del Aire v Maroku.
Na počátku roku 1939 objednala šestnáct strojů A-1 pod označením Hs 126 K-2 řecká vláda. Byly zařazeny ke 3. peruti pro spolupráci s armádou (3. Mira Stratiotikis Synergassias). Do bojů aktivně zasáhly na podzim 1941 při obraně Řecka proti italskému vojsku.
Ke dni 2. září 1939 bylo ve stavu německého letectva 275 letounů Hs 126, z toho 251 bojeschopný. Útoku na Polsko se účastnilo 182 Hs 126 z Luftflotte 1 (jednotky 1. a 2.(H)/10, 1.(H)/11, 1., 2. a 3.(H)/21, 1., 2. a 3.(H)/41) a Luftflotte 4 (1., 2. a 3.(H)/14 a 1.(H)/31). Celkové ztráty Hs 126 nad Polskem činily 25 kusů, téměř 40 dalších bylo poškozeno.
Hs 126 z Luftflotte 2 a 3 byly nasazeny nad Maginotovou linií a francouzským pohraničím. K 11. květnu 1940 bylo v řadách Luftwaffe 227 Hs 126, z toho 234 bojeschopné. Hs 126 byly v rámci 2.(H)14 nasazeny také v Severní Africe. Zbylé jednotky byly později nasazeny na ruské frontě. Od jara 1942 byly nahrazovány typem Focke-Wulf Fw 189.
V řadách II. a III./Luftlandegeschwader 1 sloužily Hs 126 jako vlečné kluzáků DFS 230, od jara 1943 byly také součástí Nachtschlachtgruppen.

## Specifikace (Hs 126 B-1)

Hs 126

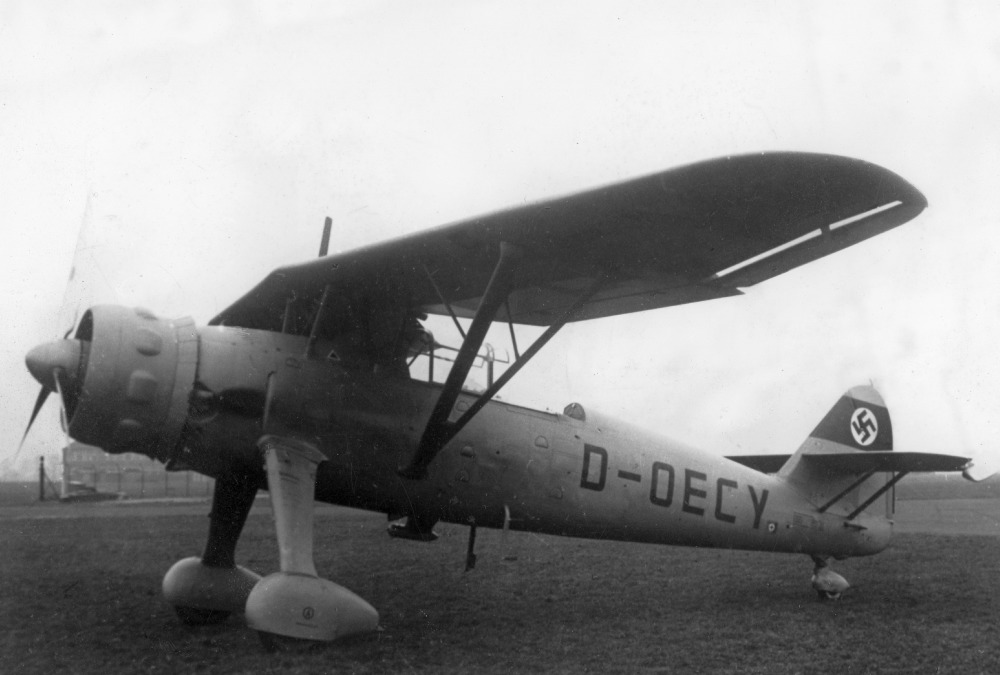
Hs 126 V3

Údaje podle

### Technické údaje
- Osádka:
- Rozpětí: 14,50 m
- Délka: 10,85 m
- Výška: 3,75 m
- Nosná plocha: 31,60 m²
- Plošné zatížení: 97,8 kg/m²
- Hmotnost prázdného stroje: 2030 kg
- Vzletová hmotnost: 3090
- Poměr výkon/hmotnost: 0,21 kW/kg
- Pohonná jednotka:

### Výkony
- Maximální rychlost u země: 310 km/h
- Maximální rychlost v 3000 m: 356 km/h
- Maximální rychlost v 6000 m: 335 km/h
- Doba výstupu do výšky 4000 m: 7,2 min
- Doba výstupu do výšky 6000 m: 12,7 min
- Praktický dostup: 8 300 m
- Dolet: 580 km
- Maximální dolet: 720 km